# Східне питання

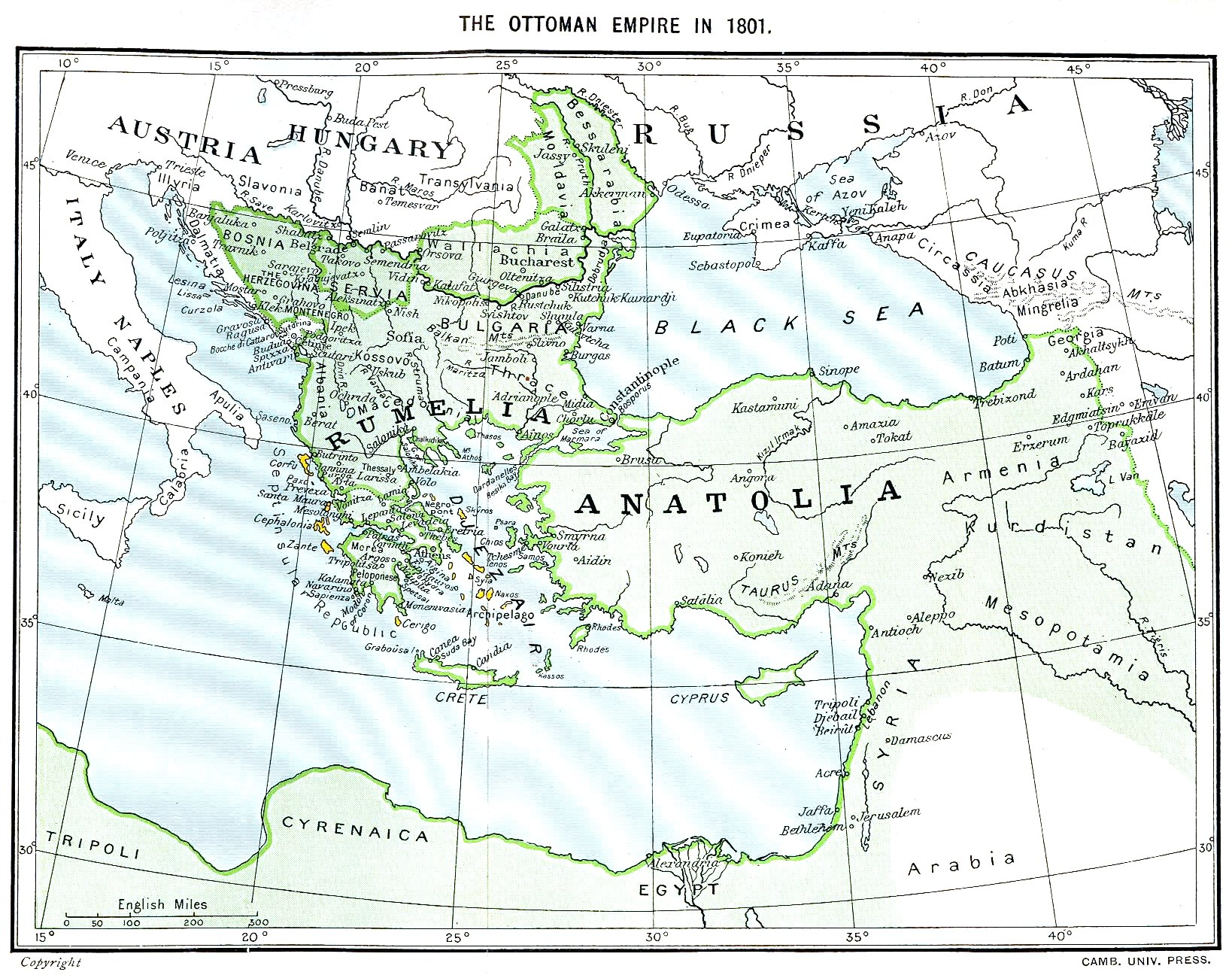
Османська імперія, 1801 р.

Східне питання — умовне, прийняте в дипломатії та історичній літературі, позначення міжнародних суперечностей XIX — початку XX ст., пов'язаних із занепадом і розпадом Османської імперії, поширенням національно-визвольного руху серед народів, що населяли імперію, і боротьбою великих європейських держав — Російської імперії, Австро-Угорщини (до 1867 р. — Австрійської імперії), Великої Британії, Німецької імперії (до 1871 — Прусського королівства), Франції, Італії — за її володіння, насамперед — європейські.
Термін Східне питання вперше було вжито на Веронському конгресі Священного союзу (1822) під час обговорення становища, що виникло на Балканах у зв'язку з Грецьким національно-визвольним повстанням (1821—1829 рр.) проти Османської імперії.

## Передумови
Східне питання охоплювало політику великих держав у Передній Азії, головно у межах Османської імперії (до Першої світової війни).
У зв'язку з проявами ознак занепаду Османської імперії, у керівних колах європейських країн виникло бажання реалізувати проекти її поділу. Починаючи від другої половини XVIII і протягом усього XIX ст. відбувалася, обумовлена економічними суперечностями, боротьба двох систем: російської, що вимагала негайного поділу Османської імперії, й британо-французької, що протидіяла утвердженню російського імперіалізму у Константинополі і протоках, а також на Балканах.
Східне питання стало на порядок денний, коли Російська імперія після поділу Речі Посполитої (1772), знищивши Запорозьку Січ (1775) та загарбавши Вольності Війська Запорозького, а також більшу частину Кавказу та Крим (1774), утвердилась на північному узбережжі Чорного моря. Потреба розвитку вивезення хліба висунула питання оволодіння чорноморськими протоками для безперешкодного доступу до Середземного моря. Російській імперії вдалося відібрати у Османської імперії Бессарабію (1812), після чого вона почала настирливо втручатися у справи Османської імперії під приводом «захисту її християнських підданих». За Миколи I вимагала звільнення їх (у Греції), або ж надання їм незалежності зі збереженням васальних з Османською імперією відносин (для Сербії, Дунайських князівств — Молдавського князівства та Волощини, тобто майбутнього Румунського королівства). Таким чином Російська імперія розраховувала зробити залежними від себе «звільнені» країни.
Політика поширення російського впливу на Османську імперію та протидія їй західних держав — Англії і Франції — призвели до Кримської війни та поразки у ній Російської імперії, втрати нею можливості утримувати військовий флот у Чорному морі (до 1871).

## Перший період
Перший період історії Східного питання охоплює час від 2-ї половини XVIII ст. до Кримської війни 1853—1856 рр. Характеризується, головним чином, зростанням ролі Російської імперії на Близькому Сході. В результаті війн з Туреччиною 1768–1774, 1787–1792, 1806–1812 і 1828–1829 років Російська імперія закріпила за собою Південну Україну, Крим, Бессарабію, частину Кавказу і міцно утвердилася на берегах Чорного моря, а також виборола право проходу через Босфор і Дарданелли для свого торговельного флоту відповідно до Кючук-Кайнарджійського миру 1774 р. і військових кораблів відповідно до російсько-турецьких союзних договорів 1799 та 1805 рр.
Автономія Сербії (1829 р.), обмеження влади султана над Молдавським князівством та Волощиною за Адріанопольським мирним договором (1829), незалежність Греції (1830 р.), а також закриття Дарданеллської протоки для військових суден іноземних держав, окрім Російської імперії (Ункяр-Іскелесійський договір 1833 р.), значною мірою стали результатами успіхів російської зброї. Незважаючи на експансіоністські цілі, які переслідував імперіалізм стосовно Османської імперії, становлення на Балканському півострові незалежних держав розглядалось як історично прогресивний наслідок перемог російської армії над Османською імперією.
Політика Російської імперії на Близькому Сході зіштовхувалася з експансією інших європейських держав. На зламі XVIII-XIX ст. головну роль тут намагалася відігравати Франція. З метою завоювання східних ринків і перелому колоніального переважання Великої Британії Директорія, а потім Наполеон I прагнули територіальних захоплень за рахунок Османської імперії (Єгипетська експедиція 1798—1801) та придбання сухопутного шляху до Індії. Загострення російсько-французьких суперечностей — і зокрема у Східному питанні — значною мірою визначило невдачу переговорів Наполеона I із Олександром I в 1807—1808 рр. про розподіл Османської імперії.
Нове загострення Східного питання було викликане повстанням греків 1821 року проти османського панування, зростанням розбіжностей між Російською імперією та Великою Британією, а також суперечностями між членами Священного союзу. Османсько-єгипетські війни 1831–1833 та 1839–1841 рр., що загрожували владі султана над Османською імперією, супроводжувалися втручанням великих держав. Ункяр-Іскелесійський договір про союз між Росією і Османською імперією був апогеєм політико-дипломатичних успіхів російського імперіалізму у Східному питанні.
Проте натиск із боку Великої Британії й Австрійської імперії та, особливо, прагнення Миколи I до політичної ізоляції Франції, спонукали імперський уряд укласти вигідну насамперед для Великої Британії Лондонську конвенцію 1841 р. Імперський уряд був змушений відмовитися від вигод Ункяр-Іскелесійського договору і разом з іншими державами погодитися спостерігати за підтримкою цілісності та незалежності Османської імперії, а також визнати закриття проток Босфор і Дарданелли для іноземних військових суден, серед інших і для російських.

## Другий період

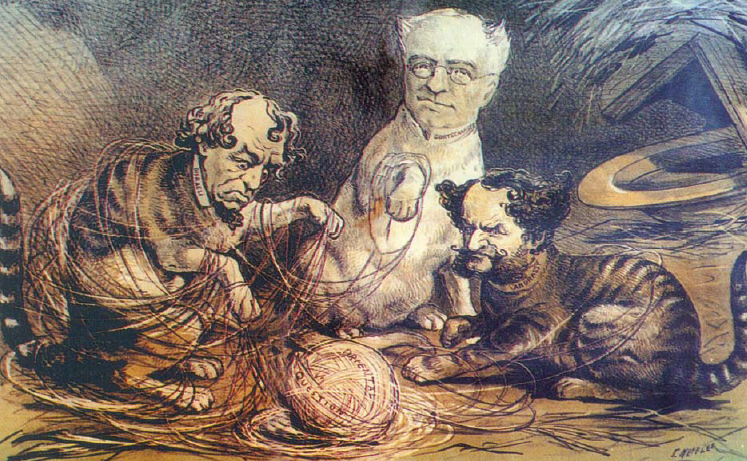
Російська імперія, Велика Британія та Австро-Угорщина розв'язують Східне питання, малюнок 1878 р.

Другий період історії Східного питання починається Кримською війною 1853—1856 і завершується наприкінці ХІХ ст. У ці роки Велика Британія, Франція та низка інших західних держав, під приводом збереження «status quo», цілісності Османської імперії і рівноваги сил у Європі, домагалися усунення впливу Російської імперії на Балканському півострові, а також зміцнення і розширення власних позицій в Османській імперії.
Велика Британія, Франція і Австрія прагнули відірвати від Османської імперії за зручних обставин її окраїнні території: Велика Британія захопила Кіпр (1878) і Єгипет (1882), Австро-Угорщина окупувала Боснію та Герцеговину (1878), Французька республіка — Туніс (1881).
Кримська війна сприяла зміцненню позицій французького та британського капіталу в Османській імперії і прискорила процес перетворення її у напівколоніальну країну. Разом з тим слабкість Російської імперії, порівняно з країнами Західної Європи, визначила занепад впливу імперіалізму в міжнародних справах, у тому числі у Східному питанні. Це яскраво проявилось у рішеннях Берлінського конгресу 1878 року, коли після виграшу війни з Османською імперією імперський уряд змушений був погодитися на перегляд Сан-Стефанський мирного договору 1878 р.
Та все ж, створення об'єднаного князівства Волощини та Молдови (1859—1861) та проголошення незалежності Румунії (1877) були досягнуті завдяки Російській імперії, а звільнення болгарського народу від османського панування і створення болгарської національної держави (1878) стали результатом перемоги Російської імперії у війні з Османською імперією 1877—1878 рр. Спираючись на допомогу Російської імперії, Князівство Сербія і Князівство Чорногорія домоглися міжнародно-правового визнання незалежності. Прагнення Австро-Угорщини до економічної і політичної гегемонії на Балканському півострові викликало з 70-х рр. 19 ст. зростання антагонізму у Східному питанні між Російською імперією та Австро-Угорщиною.

## Третій період
Третій період історії Східного питання пов'язаний з епохою імперіалізму. Поява нових осередків світових конфліктів призводила до деякого зменшення ваги Східного питання в системі суперечностей між європейськими державами. Однак загострення боротьби за перерозподіл світу вело до поглиблення суперечностей і на Близькому Сході. Особливо бурхливу експансію в цьому районі з кінця ХІХ ст. розвивала Німецька імперія. Будівництво Багдадської залізниці і підпорядкування османської керівної верхівки на чолі з Абдул-Гамідом II, а трохи пізніше — молодотурків військово-політичному впливові німецького імперіалізму,— забезпечили на початку 20 ст. переважання позицій Німеччини в Османській імперії.
Німецька експансія сприяла посиленню російсько-німецького і особливо британо-німецького антагонізму. Крім того, активізація експансіоністської політики Австро-Угорщини на Балканському півострові (анексія Боснії та Герцеговини і прагнення до одержання виходу до Егейського моря), що спиралася на підтримку Німеччини, призвела до крайньої напруженості в австро-російських відносинах (Боснійська криза 1908—1909 рр.). Однак імперський уряд, позиції якого були послаблені поразкою у війні з Японською імперією та Революцією 1905—1907 рр., дотримувались вичікувального та обережного курсу.
Між тим розширення національно-визвольного руху підвладних султану народів — вірменів, македонців, албанців, населення Криту, арабів — супроводжувалося втручанням європейських держав у внутрішні справи Османської імперії. Балканські війни 1912—1913 рр., прогресивним результатом яких було звільнення Македонії, Албанії та грецьких островів Егейського моря від османського панування, в той же час засвідчили перехід Східного питання до критичної фази.
Участь Османської імперії у Першій світовій війні на боці німецько-австрійського блоку дозволила Німецькій імперії перетворити Османську імперію на свого фінансового та військового васала. Разом з тим таємні угоди, укладені в роки війни між учасниками Антанти (англо-російсько-французька угода 1915 р., Угода Сайкса-Піко 1916 р. та ін.), передбачали перехід Стамбула і Чорноморських проток до Російської імперії і поділ Азійської частини Османської імперії між союзниками.
Військовий розгром Османської імперії державами Антанти (Мудросське перемир'я 1918 р.) поставив на порядок денний їх політики захоплення не тільки арабських та інших нетурецьких територій Османської імперії, але і власне турецьких земель. Плани такого роду обговорювалися на Паризької мирної конференції 1919—1920 рр., де серед інших був висунутий проект передачі Туреччини під мандат США. Після тривалих переговорів, у ході яких виявилися гострі суперечності в таборі переможців, був підготовлений кабальний для Османської імперії Севрський мирний договір 1920 р. Однак реваншистська хвиля турецького народу під впливом революційних подій у Росії (Жовтневий переворот 1917), Австро-Угорщині, Німецькій імперії, створювала перешкоди проведенню в життя цього договору.
Більшовицький уряд Росії скасував таємні договори, серед інших договори та угоди, що стосувалися поділу Туреччини, і підтримав турецьку сторону проти Антанти. На уламках колишньої багатонаціональної Османської імперії утворилася незалежна національна турецька держава.